# Italian Juniors 2012
Das Italian Juniors 2012 fand als bedeutendstes internationales Nachwuchsturnier von Italien im Badminton vom 30. März bis zum 1. April 2012 in Mailand statt. Es war die dritte Auflage der Veranstaltung.

## Sieger und Platzierte
| Disziplin    | Gold                         | Silber                              | Bronze                            |
| ------------ | ---------------------------- | ----------------------------------- | --------------------------------- |
| Herreneinzel | Victor Martín                | Aitor Arraiza                       | Marijn Put                        |
| Herreneinzel | Victor Martín                | Aitor Arraiza                       | Mitja Šemrov                      |
| Dameneinzel  | Anna Thea Madsen             | Malvinne Ann Venice Alcala          | Isabella Nielsen                  |
| Dameneinzel  | Anna Thea Madsen             | Malvinne Ann Venice Alcala          | Océane Varrin                     |
| Herrendoppel | Mitja Šemrov Urban Turk      | Aitor Arraiza Victor Martín         | Filip Špoljarec Ivan Tucaković    |
| Herrendoppel | Mitja Šemrov Urban Turk      | Aitor Arraiza Victor Martín         | Mathias Bonny Oliver Schaller     |
| Damendoppel  | Olga Morozova Natalia Rogova | Anna Thea Madsen Flore Vandenhoucke | Isabella Nielsen Sara Ortvang     |
| Damendoppel  | Olga Morozova Natalia Rogova | Anna Thea Madsen Flore Vandenhoucke | Clara Azurmendi María Vijande     |
| Mixed        | Darren Adamson Emily Jeffs   | Oliver Schaller Océane Varrin       | Denis Verner Natalia Rogova       |
| Mixed        | Darren Adamson Emily Jeffs   | Oliver Schaller Océane Varrin       | Rodion Kargaev Viktoriia Vorobeva |